# Delta IV
Los cohetes Delta IV fueron unos tipos de vehículos de lanzamiento de United Launch Alliance fabricados por Boeing. Creado en 2001, fue el cohete más grande de la familia Delta alcanzando, en su versión Heavy (Pesada), más de 70 metros de altura.

## Historia
El Delta IV fue el resultado del Programa de Vehículo de Lanzamiento No-Reutilizable Evolucionado (Evolved Expendable Launch Vehicle Program, EELV) desarrollado por Boeing, fue el esfuerzo a lo largo de muchos años de la Fuerza Aérea Estadounidense (USAF) encaminado a la reducción de costo de los lanzamientos en un 50 % de la cantidad actual de aproximadamente US$26 500 por kg de carga por poner en órbita. Durante la primera fase, cuatro competidores, McDonnell Douglas, Lockheed Martin, Boeing Defense & Space Group y Alliant Techsystems, completaron un contrato de 15 meses para la validación de los conceptos de bajo costo.
La Fuerza Aérea (USAF) seleccionó dos de las propuestas en diciembre de 1996 (Eligió McDonnell Douglas, integrada en la actualidad con The Boeing Company y Lockheed Martin) para seguir adelante con la fase dos del programa EELV, en concreto la fase de Pre-Ingeniería, Manufactura y Desarrollo (Pre-EMD). La Pre-EMD era un contrato fijo de 17 meses por valor de 60 millones de dólares para cada compañía. La fase final era Ingeniería, Manufactura y Desarrollo (EMD) permite al seleccionado dedicarse en su totalidad al desarrollo de la familia EELV acordándose la realización de la primera prueba de vuelo para el 2001. El valor del contrato del Módulo EMD es de 1400 millones de dólares.

## Características

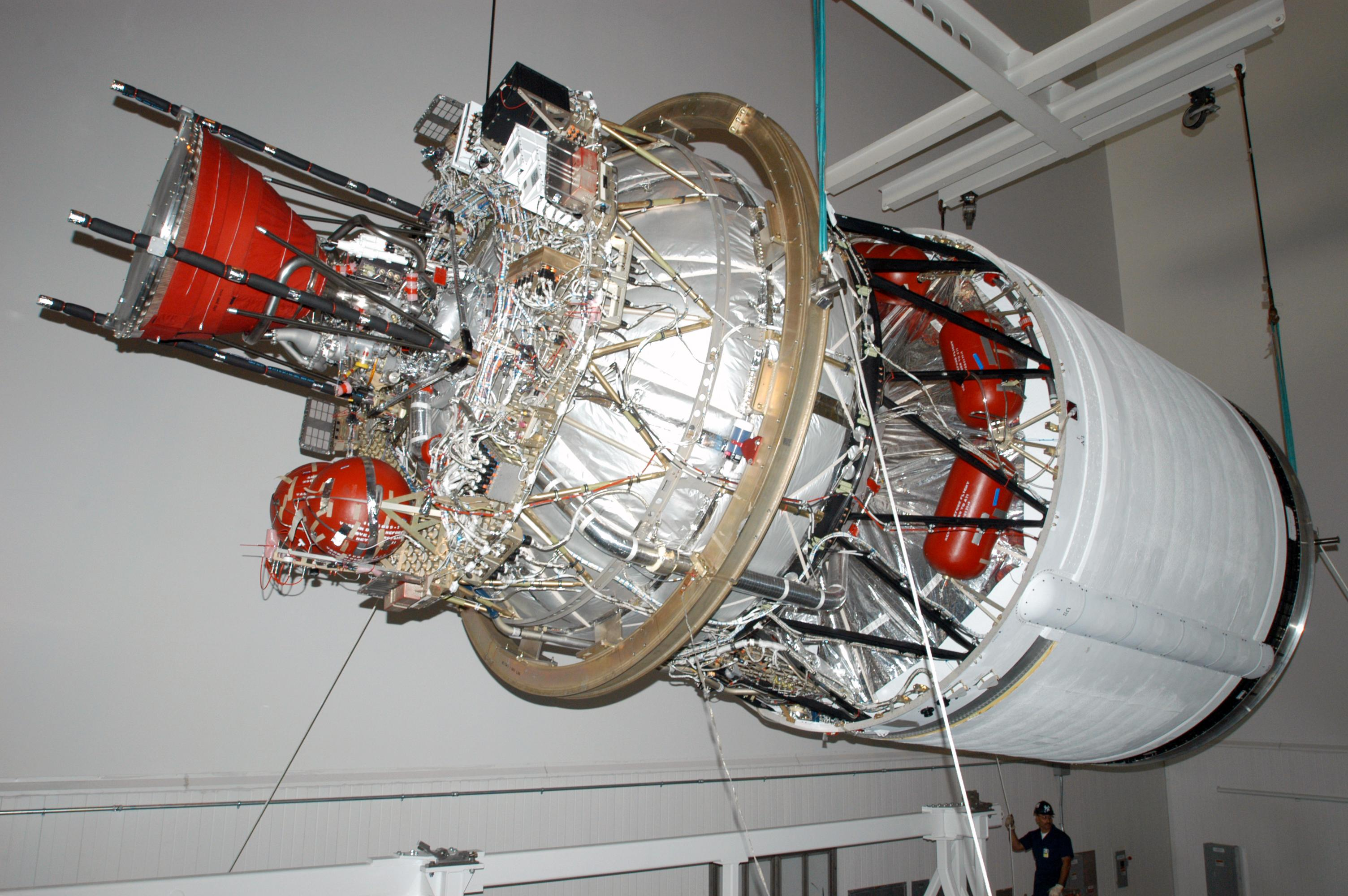
Uno de los motores de un Delta IV.

El diseño de las tres variantes del Delta IV empleó como combustible hidrógeno líquido y un motor común de combustión interna basado en oxígeno líquido, con un empuje de casi 300 000 kgf, más eficiente que los propulsores convencionales de oxígeno líquido y queroseno. El motor del propulsor común es, por tanto, neutro para el ambiente, produciendo tan sólo agua como producto de desecho de combustión.
Las fases superiores del Delta II y del Delta III, evolucionadas como fruto de décadas de servicio fiable contrastado, se añadieron al cuerpo principal del propulsor para completar el vehículo.
Cabe añadir que los motores principales RS-68 se basaron en una simplificación de los motores del transbordador espacial SSME (son hasta un 80 % más sencillos), a costa de que solamente permiten un solo uso; todo ello reduce su costo en gran medida (recordar que los motores del transbordador son de los más costosos de la historia).

## Modelos

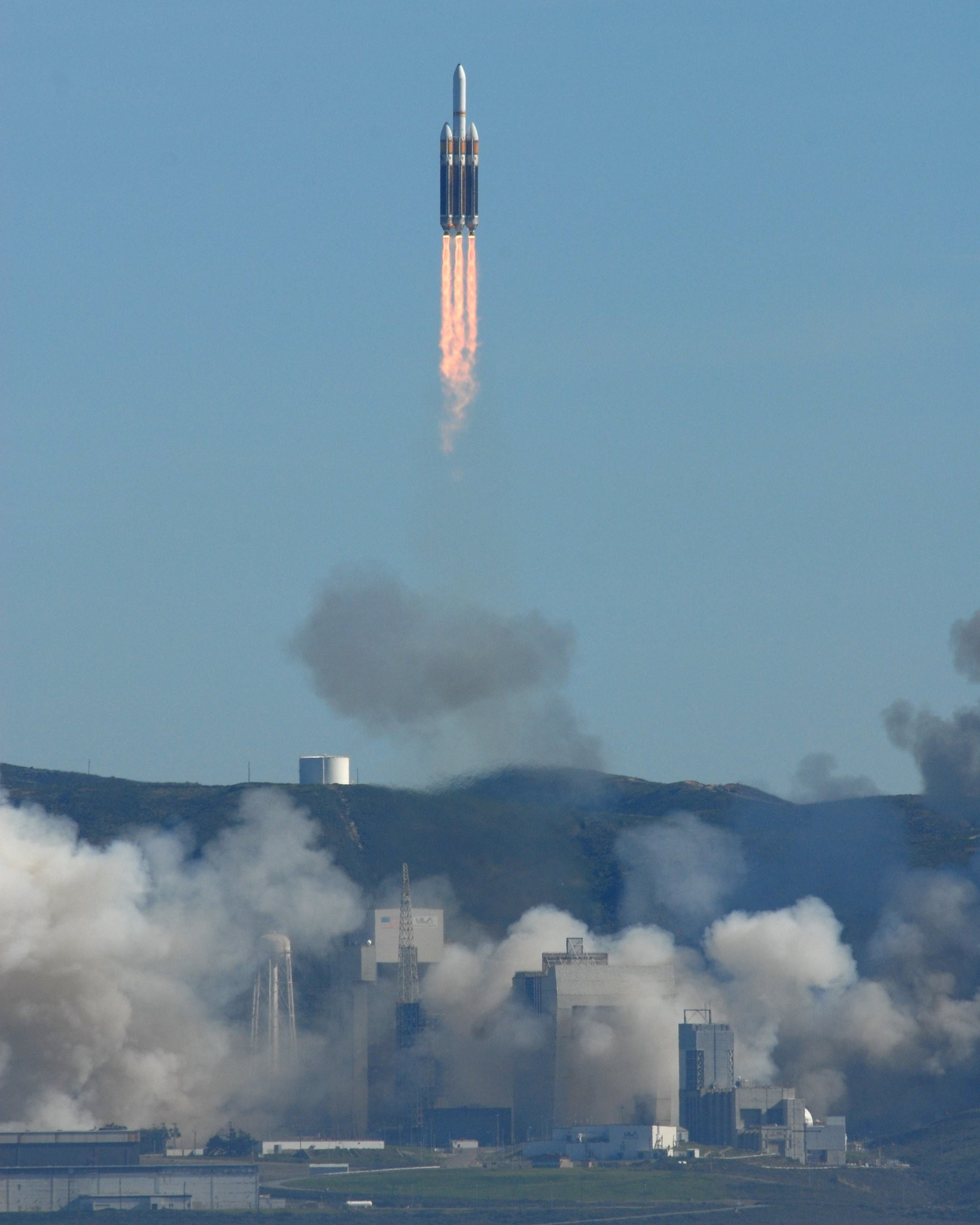
Lanzamiento del Delta IV

### Delta IV - Small
El modelo Delta IV-Small incluyó la segunda fase del Delta II, opcionalmente la tercera fase, y una cofia de 3 metros de diámetro.

### Delta IV - Medium
El modelo Delta IV-Medium añadió el propulsor criogénico de la segunda fase del lanzador Delta III y la cofia compuesta de 4 m de diámetro para mayor protección de la carga.

### Delta IV - Heavy
El modelo Delta IV-Heavy incluyó tres de los nuevos propulsores unidos para la fase de lanzamiento, y añade el motor de la fase superior del lanzador Delta III con modificaciones sobre los tanques de combustible para aumentar la capacidad de propelente, así como la cofia de 5 m de diámetro que fabrica Boeing para su vehículo de lanzamiento Titan IV.